# Monophagie
Monophagie (von altgriechisch μονοφαγία monophagía, deutsch ‚das nur einmal des Tages essen‘), auch Univorie, beschreibt die sehr enge Nahrungsbreite bzw. ein sehr enges Nahrungsspektrum von Spezialisten, die sich nur von einer oder wenigen sehr eng verwandten Nahrungsquellen (Organismen) ernähren. Bei Parasiten ist hierfür der Begriff monoxen etabliert. Tiere, denen ein breiteres Nahrungsspektrum zur Auswahl steht, werden als polyphag bezeichnet.

## Beschreibung

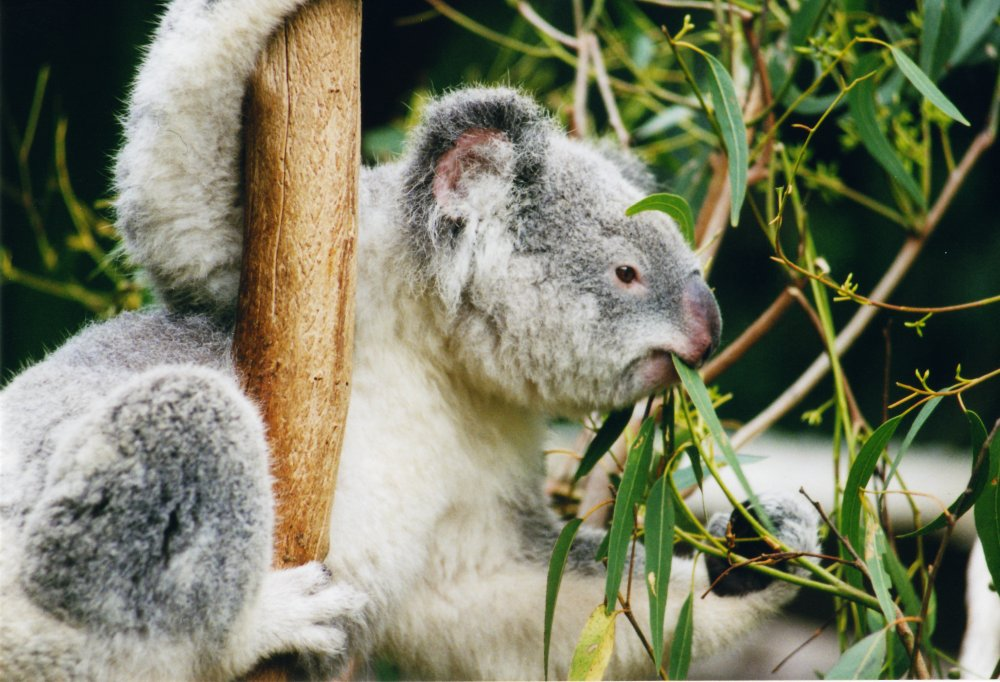
Koalas leben fast ausschließlich von Eukalyptusblättern und -rinde

Ein Lebewesen ist monophag 1. Grades, wenn es sich nur von einer einzigen Organismenart ernährt. Monophage 2. Grades ernähren sich von einigen Arten einer nahe verwandten Organismengruppe (Wirtsgattung), solche 3. Grades von allen Arten einer Wirtsgattung. Monophagie kommt vor allem bei Pflanzenfressern und bei parasitischen Insekten (Parasiten und Parasitoide) vor.
Der Koala lebt ausschließlich von den Blättern bestimmter Eukalyptusarten. Der Panda lebt von bestimmten Arten von Bambus. Die hohe Spezialisierung auf nur wenige Pflanzen und Tiere als Nahrung bedeutet auch eine hohe Abhängigkeit vom Vorkommen und von der Verbreitung derselben. So ist die Mehrheit der etwa 3.000 Arten von Schmetterlingen in Deutschland monophag. Werden zum Beispiel durch die Umwandlung von Magerrasen in nährstoffreiche Weiden oder Rasenflächen viele für diesen Grünlandtyp typische Pflanzenarten verdrängt, so verschwinden dort größtenteils auch die von diesen Pflanzen abhängigen Schmetterlingsarten.